# Гранд Оел (Долина Аосте)
Гранд Оел је насеље у Италији у округу Долина Аосте, региону Долина Аосте.
Према процени из 2011. у насељу је живело 9 становника. Насеље се налази на надморској висини од 932 м.